# Indiscreet (album)
Pour les articles homonymes, voir Indiscret.
Albums de Sparks
Propaganda
(1974) Big Beat
(1976)
Singles
1. Get in the Swing
Sortie : juillet 1975
2. Looks, Looks, Looks
Sortie : septembre 1975

Indiscreet est le cinquième album du groupe américain de rock Sparks. Il est sorti en 1975 sur le label Island Records.
Les deux singles qui en sont tirés, Get in the Swing et Looks, Looks, Looks, se classent dans le Top 30 des ventes au Royaume-Uni.

## Fiche technique

### Chansons
Toutes les chansons sont écrites et composées par Ron Mael, sauf mention contraire.
| 1. | Hospitality on Parade     |  | 4:00 |
| 2. | Happy Hunting Ground      |  | 3:44 |
| 3. | Without Using Hands       |  | 3:20 |
| 4. | Get in the Swing          |  | 4:08 |
| 5. | Under the Table with Her  |  | 2:20 |
| 6. | How Are You Getting Home? |  | 2:57 |

| 7.  | Pineapple                    | Russell Mael | 2:45 |
| 8.  | Tits                         |              | 4:57 |
| 9.  | It Ain't 1918                |              | 2:08 |
| 10. | The Lady Is Lingering        |              | 3:40 |
| 11. | In the Future                |              | 2:12 |
| 12. | Looks, Looks, Looks          |              | 2:35 |
| 13. | Miss the Start, Miss the End |              | 2:46 |

### Musiciens
- Russell Mael : chant
- Ron Mael : claviers
- Trevor White : guitare
- Ian Hampton : basse
- Dinky Diamond (en) : batterie
- Mike Piggott : violon sur It Ain't 1918

### Équipe de production
- Tony Visconti : producteur, arrangements des cordes

### Classements et certifications
| Pays (classement)             | Meilleure position |
| ----------------------------- | ------------------ |
| États-Unis (Billboard 200)    | 169                |
| Norvège (VG-lista)            | 18                 |
| Pays-Bas (Mega Album Top 100) | 19                 |
| Royaume-Uni (UK Albums Chart) | 18                 |
| Suède (Sverigetopplistan)     | 6                  |